# Mavricij
Mavricij (tudi Mauritius, Mauricius in Mavricius; francosko Maurice /mɔʀis/; mavricijskokreolsko Moris), uradno Republika Mavricij (francosko République de Maurice) je otoška država na jugozahodu Indijskega oceana približno 870 kilometrov vzhodno od Madagaskarja. Poleg glavnega otoka Mavricija z glavnim mestom Port Louis so del nacionalnega ozemlja otok Rodrigues, otoki Cargados-Carajos in otočje Agalega. Otočje Chagos je bilo prej del ozemlja Mavricija, vendar je bilo ločeno od Združenega kraljestva malo pred osamosvojitvijo leta 1965. 3. oktobra 2024 je bilo objavljeno, da bo velik del otokov Chagos vrnjen Mavriciju.
Predniki današnjega prebivalstva večinoma izvirajo iz Indije, zato je najbolj razširjena vera še vedno hinduizem, jasno pa so opazni tudi vplivi v jeziku in kulturi. Toda tudi evropske kulture zadnjih dveh kolonizatorjev, Francije in Združenega kraljestva, so imele in še imajo močan vpliv na državo.
Po osamosvojitvi leta 1968 je država najprej postala monarhija z Elizabeto II. kot vodjo države znotraj Commonwealtha, nato pa leta 1992 postala republika. Politični sistem temelji na britanskem Westminstrskem sistemu. Država je od osamosvojitve članica Afriške unije.
Mavricij je stabilna demokracija; po različnih indeksih demokracije je celo najbolj demokratična država v Afriki. Mavricij ima tudi enega najvišjih dohodkov na prebivalca v Afriki.

## Zgodovina
Otočje je bilo poznano arabskim trgovcem že v 10. stoletju. V posesti Portugalcev je od leta 1511 do 1598, ko so ga zasedli in naselili Nizozemci. Poimenovali so ga po princu Mauriceu Nassauskem. Pod francosko upravo (1715–1810) so ga preimenovali v Île de France. Leta 1810 so otok zasedli Britanci, ga po mirovnem sporazumu v Parizu leta 1814 anektirali in uvedli svoj kolonialni režim. Leta 1829 so na otok naselili najemniške delavce s Kitajske, po ukinitvi suženjstva 1834 pa še delavce z indijske podceline, katerih potomci danes predstavljajo večino prebivalstva.
Leta 1957 je Mavricij dobil omejeno avtonomijo, z uveljavitvijo splošne glasovalne pravice leta 1958 pa je postopno prevzemal oblast. Po parlamentarnih volitvah 7. avgusta 1967 je dobil popolno avtonomijo. Po zmagi koalicijskega Bloka strank za neodvisnost dne 12. marca 1968 je razglasil neodvisnost monarhije v okviru britanskega Commonwealtha. Po volitvah leta 1991 je dne 12. marca 1992 postal republika.

## Geografija
Otok Mavricij je del Maskarenov in leži 200 km severovzhodno od francoskega otoka Reunion in 570 km zahodno-jugozahodno od otoka Rodrigues.

### Povezani otoki
Glavni otok Mavricij
Njegova površina je 1.864,8 km². Otok je obdan z več kot 150 km belih peščenih plaž, lagune pa so zaščitene pred odprtim morjem s tretjim največjim koralnim grebenom na svetu, ki obdaja otok. Tik ob obali Mavricija leži približno 49 nenaseljenih otokov in otočkov, od katerih jih je več razglašenih za naravne rezervate za ogrožene vrste.
Otok Mavricij je geološko relativno mlad, saj je nastal zaradi vulkanske dejavnosti pred približno 8 milijoni let. Skupaj s Saint Brandonom, Réunionom in Rodriguesom je otok del Mascarenskih otokov. Ti otoki so nastali kot posledica ogromnih podvodnih vulkanskih izbruhov, ki so se zgodili na tisoče kilometrov vzhodno od celinskega bloka, ki ga sestavljata Afrika in Madagaskar. Niso več vulkansko aktivni in žarišče je zdaj pod otokom Réunion. Mauritius je obkrožen z raztrganim obročem gorskih verig, ki se razlikujejo po nadmorski višini od 300 do 800 metrov. Ozemlje se dviga od obalnih ravnic do osrednje planote, kjer doseže višino 670 m; najvišji vrh je na jugozahodu, Piton de la Petite Rivière Noire na 828 metrih. Potoki in reke so razpršeni po otoku, mnogi so nastali v razpokah, ki so jih ustvarili tokovi lave.
Majhni otoki v bližini Mavricija
Veliki deli glavnega otoka so obdani z grebenom, iz katerega se dviga nekaj drugih majhnih otokov, kot je otok Amber. V neposredni bližini sta tudi Gunner's Coin (Coin de Mire) (8 km od severne obale) in Round Island 22 km severovzhodno.
Rodrigues
Avtonomni otok Rodrigues je 560 km vzhodno od Mavricija, s površino 108 km². Rodrigues je vulkanski otok, ki se dviga iz grebena ob robu planote Mascarene. Otok je hribovit z osrednjo hrbtenico, ki se zaključi v najvišjem vrhu, Mountain Limon na 398 m. Otok ima tudi koralni greben in obsežna nahajališča apnenca. Po podatkih Statističnega urada Mavricija je bilo 1. julija 2019 število prebivalcev otoka ocenjeno na 43.371.
Otočje Chagos
Otočje Chagos je sestavljeno iz atolov in otokov in je približno 2200 kilometrov severovzhodno od glavnega otoka Mavricija. Slednji zahteva suverenost nad arhipelagom, ki tvori Britansko ozemlje v Indijskem oceanu in je de facto pod nadzorom Združenega kraljestva.
Severno od arhipelaga Chagos so Peros Banhos, Salomonovi otoki in otok Nelsons; na jugozahodu so The Three Brothers, Eagle Islands, Egmont Islands in Danger Island. Diego Garcia je na jugovzhodu arhipelaga. Leta 2016 je bilo prebivalstvo Chagosspv ocenjeno na 8700, vključno s 483 domačini; 350 Chagossov živi na Sejšelih, vključno s 75 domačini, medtem ko 3000, vključno s 127 domačini, živi v Združenem kraljestvu (prebivalstvo se je povečalo s 1200, ki so se tja preselili).
St. Brandon
St. Brandon, znan tudi kot plitvine Cargados Carajos, je 402 kilometra severovzhodno od otoka Mavricija. Saint Brandon je otočje, sestavljeno iz ostankov izgubljene mikroceline Mauritia in je sestavljeno iz petih otoških skupin, s skupno med 28 in 40 otoki, odvisno od sezonskih neviht, ciklonov in povezanih gibanj peska. Leta 2008 je sodba Tajnega sveta (Združeno kraljestvo) (člen 71) potrdila Raphaël Fishing Company kot »imetnika trajne podelitve trinajstih otokov, omenjenih v listini iz leta 1901 (prepisano v zv. TB25 št. 342), pod pogoji, navedenimi v njej do«. Leta 2002 je Unesco St. Brandon uvrstil na 10. mesto na svetovni ravni za uvrstitev na seznam svetovne dediščine precej pred vsemi drugimi kandidati Mavricija v tistem času.
8. maja 2024 je bil Saint Brandon Conservation Trust mednarodno ustanovljen na Corporate Council on Africa v Dallasu, Teksas. Poslanstvo sklada je zaščititi, obnoviti in ohraniti St. Brandon.
Otočje Agalega
Otoka dvojčka Agaléga sta približno 1000 kilometrov severno od Mavricija. Njegov severni otok je dolg 12,5 km in širok 1,5 km, medtem ko je južni otok velik 7 x 4,5 km. Skupna površina obeh otokov je 26 km². Po podatkih Statističnega urada Mauritiusa je bilo 1. julija 2019 število prebivalcev Agalége in St. Brandona ocenjeno na 274.
Tromelin
Otok Tromelin leži 430 km severozahodno od Mavricija. Slednji zahteva suverenost nad otokom Tromelin, čeprav je registriran kot del Francije.
Francozi so leta 1715 prevzeli nadzor nad Mavricijem in ga preimenovali v Isle de France. Francija je s pariško pogodbo, podpisano 30. maja 1814 in v kateri je bil Réunion vrnjen Franciji, uradno prepustila Mavricij, vključno z vsemi njegovimi odvisnostmi, Veliki Britaniji. Britansko kolonijo Mavricij je sestavljal glavni otok Mavricij skupaj z njegovimi odvisnimi območji Rodrigues, Agaléga, St. Brandon, Tromelin (sporno) in arhipelagom Chagos, medtem ko so Sejšeli leta 1906 postali ločena kolonija. Sporno je, ali je prenos Isle de France (kot je bil Mavricij prej znan pod francosko vladavino) in njegova odvisnost od Britanije leta 1814 je vključevala otok Tromelin. 8. člen Pariške pogodbe določa, da bo Francija Veliki Britaniji prepustila otok Isle de France »in njegove odvisnosti, namreč Rodrigues in Sejšele«. Francija meni, da suverenost otoka Tromelin nikoli ni bila prenesena na Britanijo. Mavricijeva trditev temelji na dejstvu, da je bil prenos otoka Isle de France in njegovih odvisnosti Veliki Britaniji leta 1814 splošne narave, da je presegal tiste, ki so bile navedene v pariški pogodbi, in da vse odvisnosti otoka Isle de France niso bile posebej omenjene v pogodbi. Mavricij trdi, da je bil Tromelin, odvisno od francoskega otoka, de facto prenesen na Veliko Britanijo leta 1814. Otoki Agaléga, St Brandon in arhipelag Chagos prav tako niso bili posebej omenjeni v Pariški pogodbi, ampak so postali del britanske kolonije Mavricij, saj so bili takrat odvisni od Isle de France. Poleg tega so britanski organi na Mavriciju v preteklih letih sprejemali upravne ukrepe v zvezi s Tromelinom; britanski uradniki so na primer med letoma 1901 in 1951 podelili štiri koncesije za izkoriščanje gvana na otoku Tromelin. Leta 1959 so britanski uradniki na Mavriciju obvestili Svetovno meteorološko organizacijo, da menijo, da je Tromelin del njihovega ozemlja. Pogodbo o soupravljanju sta Francija in Mavricij sklenila leta 2010, vendar ni bila ratificirana.

### Podnebje
Mavricij leži na južni polobli. Letni časi so nasprotni tistim na severni polobli. Zaradi lege v vlažnih poletnih tropih je povprečna temperatura na obali okoli 23,3 °C, v višinah pa okoli 19,4 °C. Relativna vlažnost se giblje okoli 80 %. Zima (od junija do oktobra) je najbolj suha sezona, poletje (od decembra do aprila) pa najbolj mokra sezona. Nasprotja med vzhodno in zahodno obalo so presenetljiva: medtem ko je vzhodna obala pod neposrednim vplivom JV pasatov, je zahodna obala dobro zaščitena v padavinski senci (zavetrju) gora. Zato vzhodna obala prejme približno 2,5-krat več padavin tekom leta (1960 mm na leto) kot zahodna obala (780 mm na leto). Poleg tega je zahodna obala v letnem povprečju nekoliko toplejša od vzhodne zaradi učinka zavetrja (Fen).
Nad jugozahodnim Indijskim oceanom, v katerem je Mavricij, je letno opazovanih povprečno okoli 15 tropskih neviht. Sezona ciklonov na Mavriciju traja od 15. novembra do 15. maja. Vsaka nevihta ne doseže stopnje ciklona (hitrost vetra > 118 km/h) in ne preide vsaka nevihta čez otok. Pogosteje se dotikajo območij z močno oblačnostjo, močnim vetrom in visokimi valovi na obali.

### Geologija
Mavricij leži na Afriški plošči in je vulkanskega izvora. Ločimo tri vulkanske faze. Najstarejša faza se je začela pred desetimi milijoni let in končala pred petimi milijoni let. Vmesna vulkanska faza se je začela pred 3,5 milijona let in končala pred 1,7 milijona let. Nedavna ali sedanja serija se je začela pred 700.000 leti in sega do vsaj 20.000 let nazaj. Vulkanizem je v glavnem proizvedel bazaltne lave. Otok Rodrigues je prav tako sestavljen iz bazaltnih vulkanitov, za katere je radiometrična določitev starosti pokazala starost 1,54 milijona let. Na jugozahodni strani Rodrigueza se koralne ruševine dvigajo do višine 62 metrov.[7]

### Gore
Najvišja gora na Mavriciju je Piton de la Petite Rivière Noire z 828 m. Je v okrožju Black River v gorovju Black River. Sledita dva vrhova Pieter Both (820 m) in Le Pouce (811 m) verige Moka-Port-Louis.

### Živalstvo
Kot se pogosto zgodi na izoliranih otokih, živalstvo Mavricija ni zelo raznoliko, vendar ima velik delež endemičnih vrst.
Preden so prišli ljudje, ni bilo drugih kopenskih sesalcev razen netopirjev. Med temi netopirji so mavricijski nagrobni netopir (taphozous mauritianus), mavricijska ali maskarenska leteča lisica (Pteropus niger) in zdaj izumrla mala maskarenska leteča lisica (Pteropus subniger). Na otoku so tudi druge vrste netopirjev in letečih lisic. Ker maskarenske leteče lisice poškodujejo pridelke manga in ličija, se je vlada oktobra 2015 odločila ubiti 20 odstotkov teh letečih lisic. Aktivisti za pravice živali in Svetovna zveza za varstvo narave (IUCN) so opozorili, da bi to lahko vrsto potisnilo na rob izumrtja.
Ljudje so naselili številne živalske vrste, med njimi podgane, miši, mungose (Herpestidae), grivaste jelene (Cervus timorensis, Syn.: Rusa timorensis) in javanskega makaka (Macaca fascicularis).
Na Mavriciju je tudi več kot 100 vrst ptic; zlasti endemične vrste so močno ogrožene ali že izumrle zaradi sprememb habitata in vnesenih sesalcev. Najbolj znan ptič je dodo (Raphus cucullatus), ki je predstavljen tudi na otoškem grbu in je bil izumrl že okoli leta 1690. Druge endemične vrste so vrabec Zosterops borbonicus, mavricijska vetruška (Falco punctatus), papiga Psittacula eques in rožnati golob (Nesoenas mayeri). Mavricijski sivi papagaj (Lophopsittacus bensoni, Syn.: Psittacula bensoni), mavricijska gos (Alopochen mauritiana), mavricijska nočna čaplja (Nycticorax mauritianus), mavricijski papagaj (Lophopsittacus mauritianus), redeča tirnica (Aphanapteryx bonasia) in mavricijska raca (Anas theodori) so že izumrli. Med drugim so bili predstavljeni žalostna majna (Acridotheres tristis), rdečeuhi bilbil (Pycnonotus jocosus) in progasta grlica (Geopelia striata).
Kot na mnogih otokih v zahodnem Indijskem oceanu so tudi na Mavriciju živele orjaške želve (rod Cylindraspis); vendar so okoli leta 1800 izumrle. Drugi plazilci so predvsem gekoni (vključno z Güntherjevim dnevnim gekonom (Phelsuma guentheri) in okrasnim dnevnim gekonom (Phelsuma ornata)) in skinki, kot je Leiolopisma telfairii. Redki udav Round Island (Casarea dussumieri) je endemit majhnega severnega otoka, po katerem je dobil ime.
Konec avgusta 2020 je na plažah Mavricija poginilo 18 kitov melonov (Peponocephala electra), kar je povzročilo velik medijski odmev zaradi naftne katastrofe, ki jo je tik pred tem povzročila nesreča Wakashia. Povezava s katastrofo še ni dokazana.

### Rastlinstvo
Od 670 vrst cvetnic jih je približno polovica endemičnih. Velike dele otoka je prvotno pokrival tropski deževni gozd. Endemična rastlina slez Ruizia boutoniana velja za narodno rožo.

#### Narodni parki, naravni rezervati, Ramsarska območja
Na glavnem otoku Mavriciju sta (od leta 2020) dva večja narodna parka, osem bližnjih otokov pa je razglašenih za otoške narodne parke (Islet National Park):
- Narodni park Black River Gorges, od 15. junija 1994
- Narodni park Bras D’Eau, od 25. oktobra 2011

- Île D’Ambre (128 hektarjev)
- Ile aux Flamants (0,8 ha)
- Île aux Fouquets (2,49 hektarja)
- Ile aux Fous (0,3 ha)
- Ile aux Oiseaux (0,7 ha)
- Ilot Vacoas (1,36 ha)
- Pigeon Rock (0,63 ha)
- Rocher aux Oiseaux (0,1 ha)

Drugih sedem otokov je označenih kot naravni rezervat:
- Kačji otok (31,66 ha)
- Round Island (168,84 hektarja)
- Flat Island (253,26 hektarja)
- Gabrielov otok (42,21 ha)
- Gunnerjev kovanec (76 hektarjev)
- Ilot Mariannes (4,05 ha)
- Île aux Aigrettes (26 hektarjev)

Na ozemlju Mavricija so trenutno (2022) tri območja  definirana v skladu s Konvencijo o mokriščih mednarodnega pomena, zlasti kot habitatih za vodne in močvirske ptice, (Ramsarska konvencija):
- Rivulet Terre Rouge Estuary Bird Sanctuary (RTREBS), od 30. septembra 2001
- Morski park Blue Bay (BBMP), od 31. januarja 2008
- Pointe d’Esny, od 16. septembra 2011

### Mesta
Leta 2023 je 41 odstotkov prebivalcev Mauritiusa živelo v mestih. Največja mesta so (od 1. julija 2016):
- Port Louis: 148.870 prebivalcev
- Vacoas-Phoenix: 106.253 prebivalcev
- Beau Bassin-Rose Hill: 104.544 prebivalcev
- Curepipe: 79.001 prebivalcev
- Quatre Bornes: 77.492 prebivalcev